# Martin Hansen
Martin Hansen (15 de junio de 1990) es un futbolista profesional danés que juega como portero para el Odense BK.

## Carrera
Hansen pasó en su etapa juvneil por el Brøndby danés, desde donde llegó al Liverpool en 2006, firmando un contrato a préstammo de un mes con el Bradford City el 27 de julio de 2011. Hizo su debut en mayores el 6 de agosto de 2011 en la derrota frente al Aldershot. Se anunció el 21 de agosto que Hansen regresaba al Liverpool luego del trato de un mes, luego que ambos equipos fallasen un acuerdo para una extensión.
Hansen también ha sido parte de las selecciones juveniles de Dinamarca.

## Trayectoria
| Club                            | País         | Año       |
| ------------------------------- | ------------ | --------- |
| Liverpool F. C.                 | Inglaterra   | 2010-2011 |
| Bradford City A. F. C. (cedido) | Inglaterra   | 2011      |
| Viborg FF                       | Dinamarca    | 2012-2013 |
| F. C. Nordsjælland              | Dinamarca    | 2013-2014 |
| ADO Den Haag                    | Países Bajos | 2014-2016 |
| F. C. Ingolstadt 04             | Alemania     | 2016-2018 |
| S. C. Heerenveen (cedido)       | Países Bajos | 2017-2018 |
| F. C. Basilea                   | Suiza        | 2018-2019 |
| Strømsgodset IF                 | Noruega      | 2019      |
| Hannover 96                     | Alemania     | 2020-2022 |
| Odense BK                       | Dinamarca    | 2022-     |

## Palmarés

### Títulos nacionales
| Título        | Club          | País  | Año  |
| ------------- | ------------- | ----- | ---- |
| Copa de Suiza | F. C. Basilea | Suiza | 2019 |